# Dimeragrion clavijoi
Dimeragrion clavijoi är en trollsländeart som beskrevs av De Marmels 1999. Dimeragrion clavijoi ingår i släktet Dimeragrion och familjen Megapodagrionidae. Inga underarter finns listade i Catalogue of Life.